# 广西壮族自治区公安厅
广西壮族自治区公安厅是广西壮族自治区人民政府组成部门，负责领导、管理广西壮族自治区的公安保卫工作，接受广西壮族自治区人民政府和中华人民共和国公安部双重领导。